# 桑迪普·查克拉沃蒂
桑迪普·查克拉沃蒂（1968年4月5日—），印度外交官，現任印度駐印度尼西亞兼駐東帝汶大使，曾任印度駐紐約總領事、印度駐祕魯兼駐玻利維亞大使、印度駐孟加拉國副高級專員等職務。

## 經歷
桑迪普·查克拉沃蒂生於1968年4月5日。他是林業管理研究生，還擁有日內瓦大學的國際與歐洲安全高級研究碩士學位、社會學碩士學位。在加入印度外事服務之前，他曾在印度的非營利組織中工作五年多，專注於環境和可持續發展項目。他對涉及森林、紅樹林和野生動物的保護及可持續性議題有著長期的關注。
1996年，查克拉沃蒂加入印度外事服務。他曾擔任印度駐孟加拉國副高級專員（2012年7月）、印度駐秘魯兼駐玻利維亞大使（2015年7月至2017年8月）、駐紐約總領事（2017年8月至2020年）。他還曾在印度駐西班牙和哥倫比亞的使館工作過。
2023年7月21日被任命为印度驻印度尼西亚大使。并兼驻东帝汶。此前三年他在印度外交部擔任歐洲西部及歐盟事務聯秘，負責印度與歐洲的關係。10月23日，向印度尼西亚总统递交国书。12月20日，向東帝汶總統遞交國書。

## 個人生活
查克拉沃蒂是一位熱衷寫作的作家，撰寫了名爲“Chakraview”的博客以記錄生活經驗，並製作了一個關於定居印度的外國人故事的視頻系列。他的第一本著作是《國際關係與外交入門》（International Relations & Diplomacy Primer），旨在爲對國際事務、外交與國際關係感興趣的人提供簡單易讀的內容。他還在撰寫一部輕鬆幽默的回憶錄，分享他在外交旅程中的冒險經歷。他的其他興趣包括烹飪、閱讀和旅行。
妻子塔鲁娜（Taruna）爲印度管理研究所印多爾分校客座講師，兩人育有一對雙胞胎女兒。